# جسر النيل الأزرق

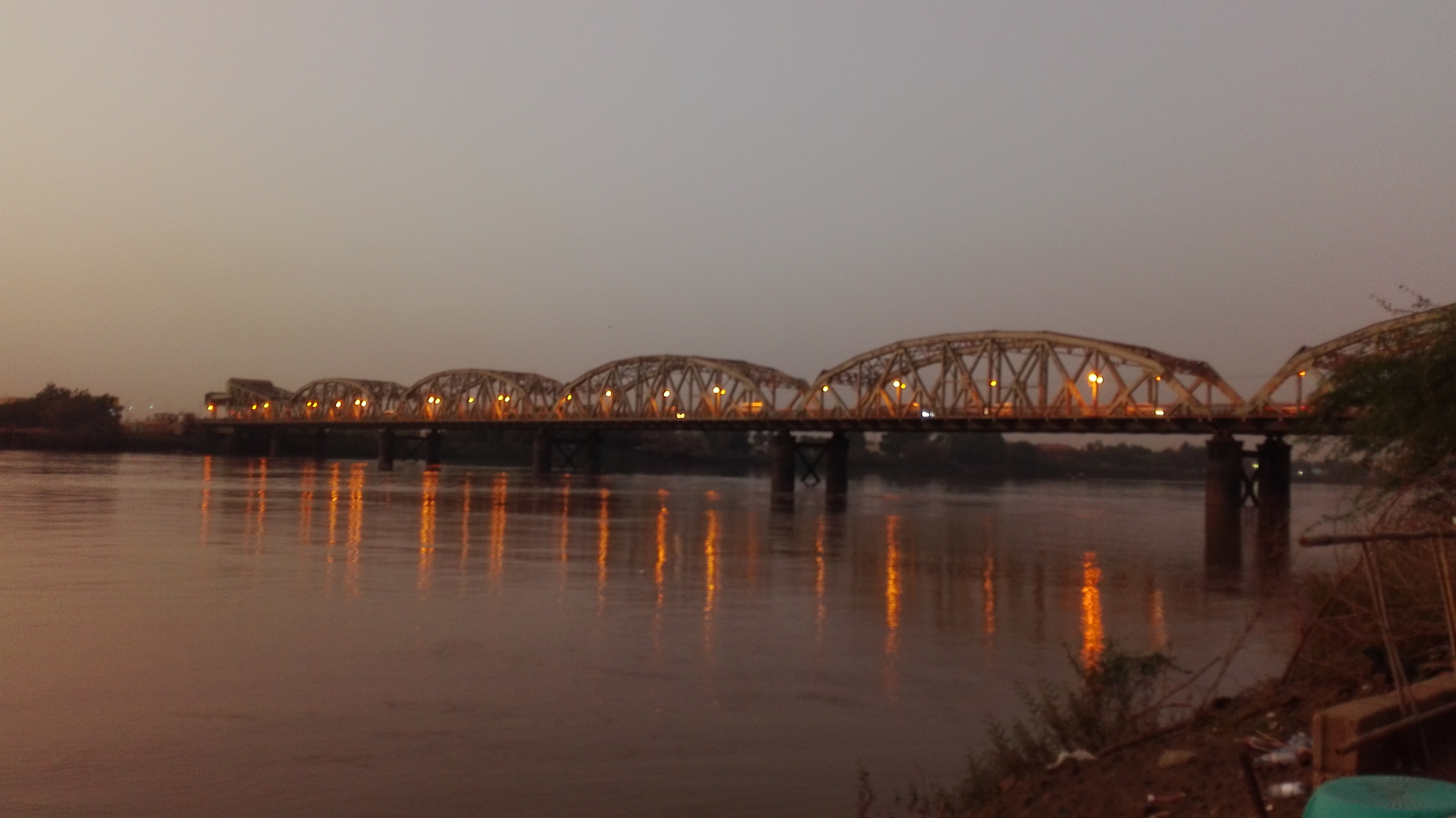
جسر النيل الازرق

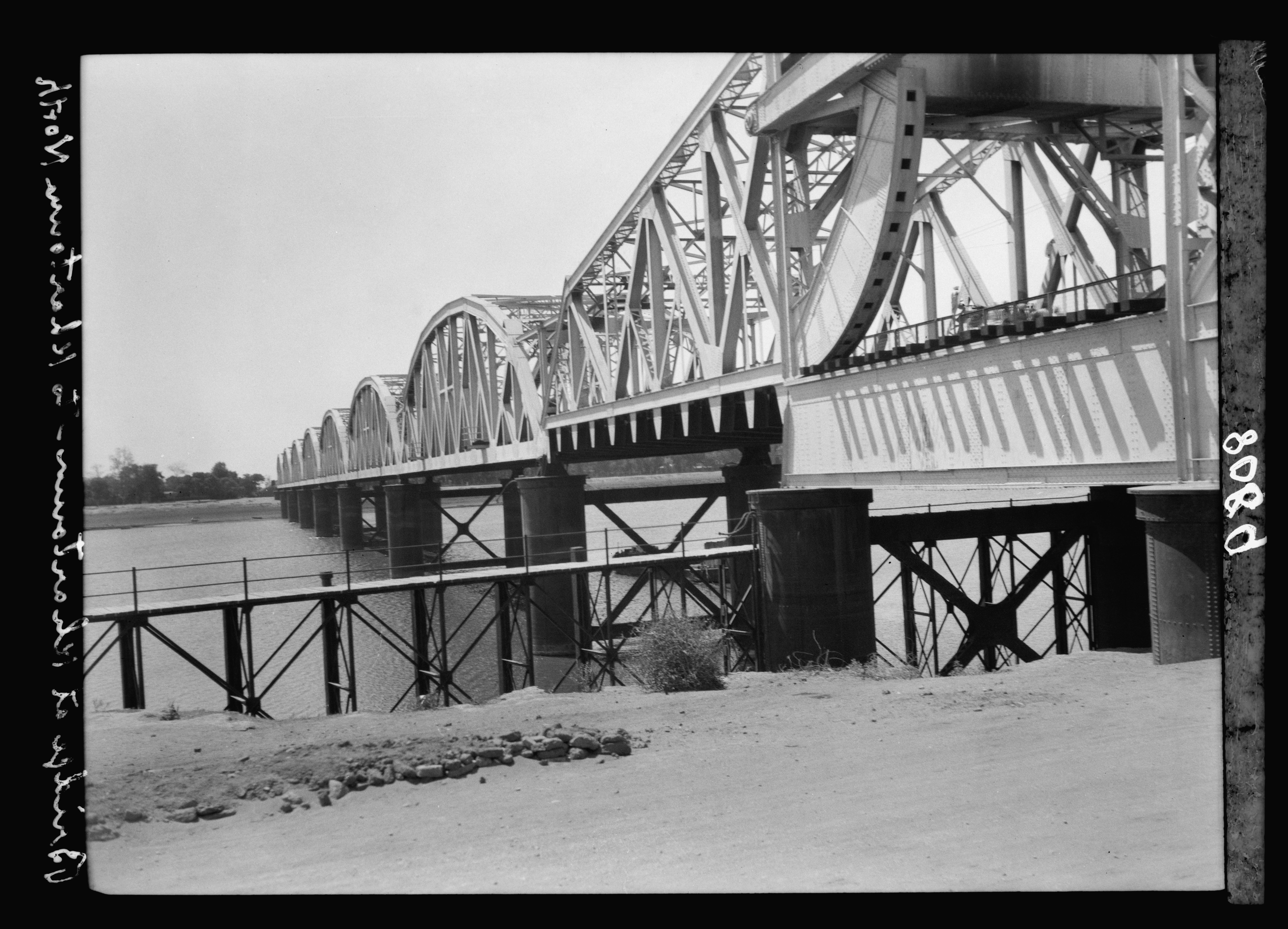
صورة قديمة إلتقطت في القرن الماضي توضح الجسر

جسر النيل الأزرق هو جسر يقع في جمهورية السودان، يربط الجسر بين العاصمة الخرطوم و المدينة الصناعية شمال الخرطوم (كوبر) عبر النيل الأزرق.

## التاريخ
بني جسر النيل الأزرق في الفترة بين عام 1907 وبين عام 1909، شيد الجسر من قبل شركة جسور كليفلاند للهندسة البريطانية، وتم تصميمه من قبل المهندس جورج امبولت، حيث بلغت تكلفته حينها 250 ألف جنيه إسترليني.

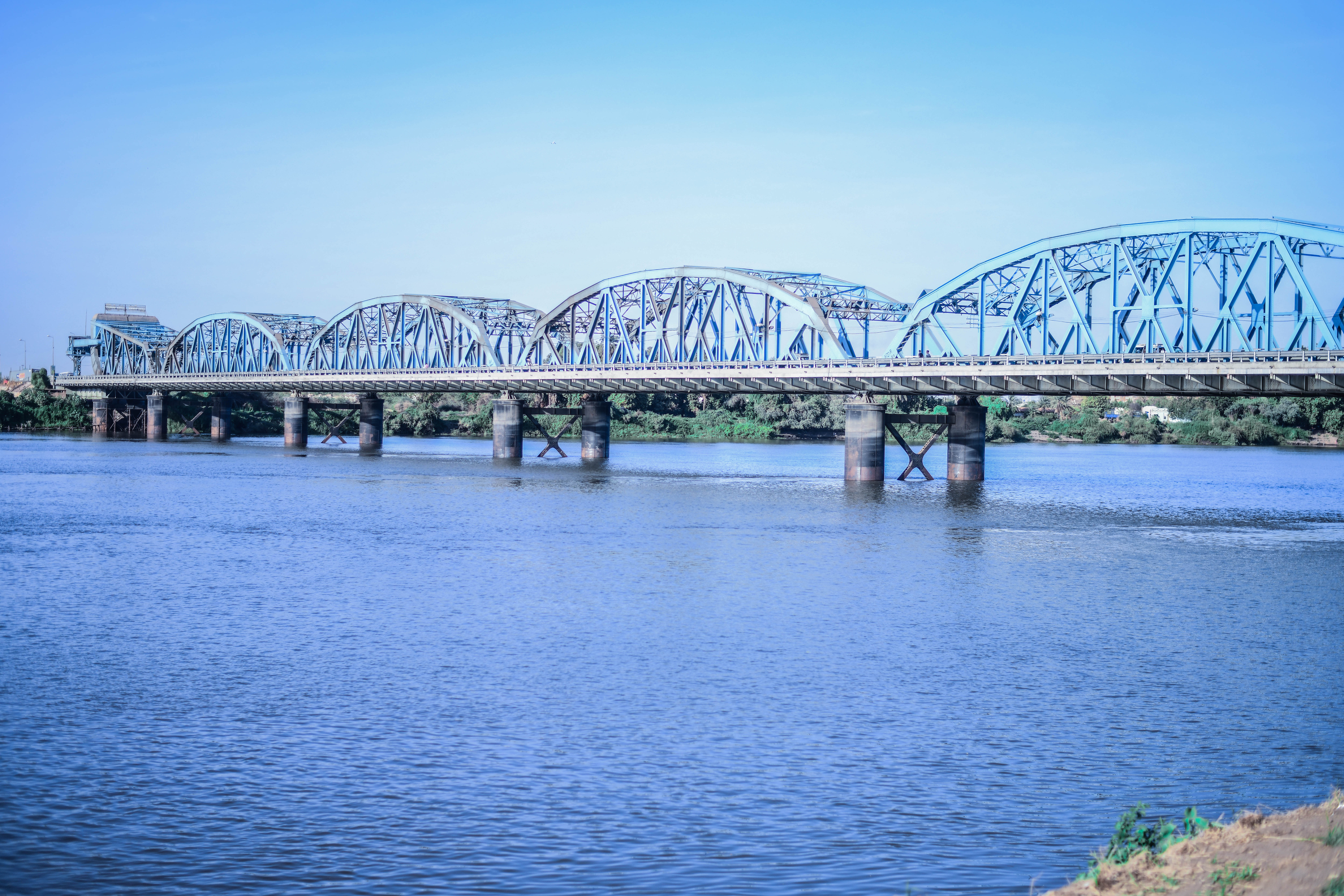
صورة ملتقطة عام 2023 توضح شكل الجسر، الصورة مُلتقطة من الناحية الجنوبية للجسر (من مدينة الخرطوم)

يعد الجسر واحد من أقدم الجسور في العاصمة الخرطوم والسودان.
ويعد الكوبري من اوائل مشروعات البنية التحتية التي تم تنفيزها بغرض مرور السكه حديد في عهد الانجليز.
شيد هذا الجسر الحديدي بداية سنوات الاستعمار الإنجليزي، يعبر فوقه القطار ليصل إلى الضفة الثانية من النهر، عند محطة سكة الحديد بالخرطوم، في حين تقع على الشمال محطة بحري.
وقد عرف بالعديد من الأسماء مثل "كوبري السكه حديد"، "كوبري النيل الأزرق" و"كوبري الجامعة" نسبة إلى وقوعه بجوار جامعة الخرطوم، أعرق جامعات البلاد.

يبلغ طول الجسر أكثر من نصف كيلومتر، و يتكون من مسارين لعبور السيارات، بحارة واحدة لكل مسار، وخط سكة حديد لعبور القطارات بالجهة الشرقية، و ممر جانبي للمشاة بالجهة الغربية.
وقد استخدم في البداية لنقل العتاد الحربي الإنجليزي، القادم من لندن والقاهرة، ونقلت مواده من الإسكندرية بالقطار إلى الخرطوم بحري.
في نوفمبر 2017، أغلقت السلطات السودانية الجسر للصيانة، بعد أن شكك البعض في قدرته على الاستمرار نسبة إلى طول عمره. لكن سرعان ما أعيد افتتاح الجسر في أبريل 2018 بعد انتهاء الصيانة.

يتميز تصميم الجسر بإمكانية الفتح والإغلاق لتسهيل حركة الملاحة النهرية تحته. في الماضي، كان يُفتح ويُغلق بانتظام، لكنه لم يُفتح منذ فترة طويلة.وهو من نوع الجملونات الحديديه ويتبع لهيئة سكه حديد السودان